# Wörthsee (település)
Wörthsee település Németországban, azon belül Bajorországban. Lakosainak száma 5143 fő (2023. december 31.).

## Népesség
A település népessége az elmúlt években az alábbi módon változott:
| Lakosok száma | 2448 | 3033 | 4871 | 4884 | 5021 | 5007 | 5019 | 5004 | 5069 | 5143 |
|               | 1970 | 1975 | 2011 | 2012 | 2014 | 2015 | 2017 | 2019 | 2022 | 2023 |